# Warriors (альбом Disco Ensemble)
Warriors («Воины») — пятый студийный альбом финской постхардкор-группы Disco Ensemble, издан 21 сентября 2012 года.

## Об альбоме
20 Августа 2012 года вышел сингл «Second Soul», его премьера состоялась на финском радио Ylex. 21 Августа группа объявила, что альбом выйдет примерно через месяц и будет называться Warrios. После выхода, альбом был доступен для прослушивания на официальном сайте, и странице группы в Facebook.

## Список композиций
1. «Intro» — 2:31
2. «Second Soul» — 3:42
3. «Too Much Feeling» — 3:55
4. «Eartha Kitt» — 4:05
5. «I've Seen The Future» — 3:36
6. «With Every Step» — 4:24
7. «Hologram» — 3:25
8. «Spade Is The Anti-Heart» — 3:07
9. «Chinese Sword» — 2:40
10. «Your Shadow» — 4:20
11. «1000 Years» — 4:32

## Позиция в чартах
Альбом занял #7 строчку в фиском чарте - "Finland Albums Top 50"  продержавшись в нём 4 недели.